# Tiphobiosis
Tiphobiosis is een geslacht van schietmotten van de familie Hydrobiosidae.

## Soorten
- T. cataractae JB Ward, 1995
- T. cowiei JB Ward, 1991
- T. childella JB Ward, 1995
- T. childi AG McFarlane, 1981
- T. fulva RJ Tillyard, 1924
- T. hinewai JB Ward, 1995
- T. intermedia Mosely, 1953
- T. kleinpastei JB Ward, 1998
- T. kuscheli KAJ Wise, 1972
- T. montana RJ Tillyard, 1924
- T. plicosta AG McFarlane, 1960
- T. quadrifurca JB Ward, 1997
- T. salmoni AG McFarlane, 1981
- T. schmidi JB Ward, 1998
- T. trifurca AG McFarlane, 1981
- T. veniflex AG McFarlane, 1960